# Jerik Utiembajew
Jerik Myłtykbajewicz Utiembajew (oryg. Ерик Мылтыкбаевич Утембаев; ur. 24 lutego 1966) – kazachski dyplomata. Od 29 czerwca 2012 akredytowany jako ambasador nadzwyczajny i pełnomocny Republiki Kazachstanu w Rzeczypospolitej Polskiej
Wykształcenie:
- ukończył Kazachski Uniwersytet Państwowy imienia Kirowa w Ałmaty.

Kariera zawodowa:
- 2000‑2001 – zastępca szefa ds. bezpieczeństwa ekonomicznego w Radzie Bezpieczeństwa Republiki
- 2001‑2002 – zastępca przewodniczącego Agencji ds. Planowania Strategicznego
- 2002‑2005 – zastępca sekretarza Rady Bezpieczeństwa Republiki
- 2005‑2006 – ambasador w misji specjalnej w Ministerstwie Spraw Zagranicznych, przedstawiciel Kazachstanu podczas negocjacji nt. statusu prawnego Morza Kaspijskiego
- 2006‑2009 – ambasador w Iranie
- 2009‑2012 – ambasador w Belgii, Luksemburgu oraz szef Misji do Unii Europejskiej i NATO.

Żonaty, ma troje dzieci.